# عدلي الخطيب
عدلي الخطيب ويُكنى أبو فاخر، هو قياديٌ بارز في حركة فتح - الانتفاضة ومسؤول الدائرة السياسة ومفوض التعبئة والتنظيم وهو الرجل الثاني في الحركة بعد العقيد أبوموسى وكان له دوره هام في انتفاضة فتح في ايار عام 1983 وكان في منتصف السبعينات إبان الحرب الأهلية نائب قائد قوات اجنادين والمفوض لسياسي العام للقوات في عام 1989 تم انتخابه العضو الثامن للحركة وجاء ذلك في المؤتمر الخامس للحركة الذي ترأسه عدلي الخطيب، في عام 2006 قام بتقديم استقالته، ردا على اعتقال أبو خالد العملة أثناء انشقاق فتح الإسلام.
وفي عام 2008 نشب خلاف حاد داخل حركة فتح حول قرارات أبو موسى بالفصل لبعض الكوادر، فقاد عدلي الخطيب حركة تمرد على هذه القرارات، ومن ثم اعتكف في المنزل، لحين تم احتواء الأزمة وأعيد انتخابه نائبا لأمين السر ومسؤولا للدائرة السياسية للحركة، وهو من الشخصيات الفلسطينية السياسية البارزة في الساحة الفلسطينية.
توفي في 11 اكتوبر 2021 ودفن في مقبرة الشهداء بمخيم اليرموك.